# Infernal Eternal
Infernal Eternal – drugi album koncertowy szwedzkiego zespołu black metalowego Marduk. Wydawnictwo ukazało się 31 października 2000 roku nakładem wytwórni muzycznej Blooddawn Productions. Materiał został nagrany podczas trasy koncertowej World Panzer Battle we Francji. Tytuł albumu pochodzi od jednego z utworów na albumie Heaven Shall Burn... When We Are Gathered.

## Lista utworów
Opracowano na podstawie materiału źródłowego.

### Dysk 1
1. "Panzer Division Marduk" - 2:55
2. "Burn My Coffin" - 4:25
3. "Baptism by Fire" - 3:43
4. "The Sun Turns Black as Night" - 3:06
5. "Of Hell's Fire" - 5:18
6. "502" - 3:11
7. "Materialized in Stone" - 5:23
8. "Beast of Prey" - 4:13
9. "Those of the Unlight" - 4:47
10. "Sulphur Souls" - 6:23
11. "Dreams of Blood and Iron" - 5:59
12. "Fistfucking God’s Planet" - 3:56

### Dysk 2
1. "On Darkened Wings" - 4:13
2. "Into the Crypt of Rays" (Cover Celtic Frost) – 4:08
3. "Still Fucking Dead" - 3:17
4. "Slay the Nazarene" - 3:55
5. "Departure from the Mortals" - 3:36
6. "Legion" - 6:58

## Twórcy
Opracowano na podstawie materiału źródłowego.

- B. War – gitara basowa
- Fredrik Andersson – perkusja
- Legion – śpiew
- Evil – gitara
- David Decobert - nagrywanie
- Jens Erikson - edycja
- Roger Forslund - projekt
- Per Gyllenbäck - produkcja wykonawcza
- Raymond A. Van Dam - zdjecia
- Joe Petagno – okładka albumu